# ادی ویلیامز
ادی ویلیامز (انگلیسی: Edy Williams؛ زادهٔ ۹ ژوئیهٔ ۱۹۴۲) بازیگر اهل ایالات متحده آمریکا است. وی بین سال‌های ۱۹۶۲ تا ۱۹۹۵ میلادی فعالیت می‌کرد.
از فیلم‌ها یا سریال‌های تلویزیونی که وی در آن نقش داشته‌است می‌توان به بتمن، من آنجا نیستم، ورزش دلپذیر مردان؟، نوادا اسمیت، هارلو، منطقه نیمه‌روشن، بوسه عریان، گمشده در فضا، رسوایی در خانواده و برای عشق یا پول اشاره کرد.